# Revine Lago
Revine Lago – miejscowość i gmina we Włoszech, w regionie Wenecja Euganejska, w prowincji Treviso.
Według danych na rok 2004 gminę zamieszkiwało 2119 osób, 117,7 os./km².